# Kabinett Rau (Württemberg)
Das Kabinett Rau bildete vom 8. April bis 2. Juni 1924 die Landesregierung von Württemberg.

## Geschichte
Das seit 1920 in einer Minderheitsregierung regierende Kabinett Hieber scheiterte am Versuch einer Verwaltungsreform. Auch die an der Regierung beteiligte Zentrumspartei verweigerte die Zustimmung im Landtag. Dies führte dazu, dass die DDP ihre Minister aus der Regierung zog. Der bisherige, parteilose Arbeits- und Ernährungsminister Edmund Rau übernahm zusätzlich das Amt des Staatspräsidenten. 

## Mitglieder
| Amt                                       | Name          | Bild | Partei | Partei    |
| ----------------------------------------- | ------------- | ---- | ------ | --------- |
| Staatspräsident Kult Arbeit und Ernährung | Edmund Rau    |      |        | parteilos |
| Inneres Finanzen                          | Eugen Bolz    |      |        | Z         |
| Justiz                                    | Josef Beyerle |      |        | Z         |